# 穆瓦希德王朝
穆瓦希德王朝（羅馬化：al-Muwaḥḥidūn），又稱阿爾摩哈德王朝（西班牙語：Almohades）、阿尔摩哈德帝国，是北非柏柏爾人建立的伊斯蘭教王朝，存在于12世纪至13世纪。12世纪初，伊斯兰教神学家伊本·图马特创立穆瓦希德教派，反对穆拉比特王朝。1121年其追随者阿卜杜勒·慕敏称哈里发，1147年攻占马拉喀什，灭穆拉比特王朝，此后王朝定都于此。12世纪后期王朝达到鼎盛，征服了马格里布的大部分地区，同时也控制着伊比利亚半岛的安达卢斯地区。
王朝源自伊本·图马特发起的一次宗教改革运动。其教派主张极端的认主独一思想，强调圣训和圣行，反对穆拉比特王朝时期占主流的马立克派法学和其他不符合其教义的习俗。伊本·图马特自视为革命性的宗教领袖，自称为堪称救世主的马赫迪。其后继者也自称哈里发，意在宣示其在伊斯兰教内部独特的宗教权威。穆瓦希德王朝在阿布·雅各布·优素福和阿布·优素福·雅各布·曼苏尔统治时期达到鼎盛，在1172年统一伊比利亚半岛的穆斯林领地，成长为穆斯林世界西端的一大强权，率领伊比利亚半岛的穆斯林势力向基督徒反攻。然而王朝军队在1212年托洛萨会战遭到致命失败，随后又因继承争端陷入分裂和内乱，于1269年为马林王朝所灭。

## 名称
“穆瓦希德”是阿拉伯语（al-Muwaḥḥidūn）的音译，意为“认主独一者”:246，源于伊本·图马特所创之极端认主独一论教派，是追随者的自称。西文称阿尔摩哈德王朝（西班牙語：Almohades）。其君主自封为哈里发，因此穆瓦希德王朝之政权又在西文文献中称为阿尔摩哈德哈里发国（英語：Almohad Caliphate）或阿尔摩哈德帝国（西班牙語：Imperio almohade）。

## 历史

### 起源与建立
穆瓦希德王朝最初源于伊本·图马特的传教运动。伊本·图马特是马斯穆达柏柏尔人，且為伊斯蘭原教旨主義者。他在早年曾在巴格达游学，接受了安萨里的学说的影响，还曾在艾什爾里派和穆爾太齊賴派门下求学，逐渐形成自己的宗教主张，混合了艾什爾里派和苏菲主义理念，可归属于扎希丽派。伊本·图马特的宗教主张中，最主要的是极端的认主独一，认为安拉只有一种属性，其他各种属性都有多神论嫌疑，与认主独一相矛盾。他主张宿命论，支持伊斯兰教法，反对拟人论。伊本·图马特反对穆拉比特王朝的马立克派学说，认为其过度强调后世的法学家共识，无视圣行圣训，认为马立克派法学家的法理推断是不正当的，甚至有沦于异端学说的可能。伊本·图马特将马格里布人的堕落行为归咎于穆拉比特王朝的统治，例如公开售卖酒类和猪肉等古兰经禁止的或是他反对的行为。他亦反对宗教艺术。伊本·图马特的追随者自称“穆瓦希德”（al-Muwwahidun），意为“认主独一者”。
伊本·图马特在1117年至1118年前后返回马格里布，在贝贾亚一带遇到了数位其最早的追随者，其中就有后来继承其权力的将领阿卜杜勒·慕敏。沿途他不断指责穆拉比特人的習俗：饮酒、音乐、公开做爱，以及柏柏尔人男人戴面纱、女人反而不戴面纱等。他抵达穆拉比特王朝都城马拉喀什时，据称在一座清真寺遇到了君主阿里·本·优素福本人。当有人提醒他阿里就在附近时，他的回答颇为著名：“埃米尔在哪里？我在这只看到一群女人！”，是在讽刺其统治阶级蒙面，而在伊斯兰教义传统上只有女性才配戴面纱。他在马拉喀什同马立克派法学家公开辩论，指责其随意解释教法，无视圣行圣训；穆拉比特的埃米尔仅将他处以鞭刑后逐出城外。
1120年年底，伊本·图马特抵达其故乡伊吉利兹避难（确切位置不详）。他立刻前往附近的山洞避难，有意模仿穆罕默德在光明山接受启示的事迹。当地人听闻其事迹，相信其是落难的圣人，他便趁机用柏柏尔语以通俗易懂的形式讲述其教义。很多史料都记载他拥有出众的口才和高超的演讲本领。1121年斋月末尾，伊本·图马特在一次讲演中讲述了他的传教故事，随后径直自称为救世主马赫迪，等同于向穆拉比特当局宣战。1122年，他接受欣塔塔部落酋长邀请，离开山洞前往高阿特拉斯山区。1122年，伊本·图马特在丁梅尔建造里巴特堡垒，号召信众抵抗穆拉比特王朝的统治。马斯穆达的六支部落加入其麾下。随后的八年里，伊本·图马特的抗争主要是在阿特拉斯山区的游击战，破坏当地税收，阻断马拉喀什以南的山路和关口，从而隔断苏斯河谷地带和马拉喀什的联系。他们还威胁着马拉喀什通向德拉河河谷的关隘，因为这里是跨撒哈拉商队的必由之路，倘若这里被阻断，马拉喀什和商路的门户西吉尔马萨之间的联系就会遭到阻碍，马拉喀什人就不能收到西非的黄金。
1130年初，伊本·图马特决定率众出击，向低地的穆拉比特军队进攻，遭到惨重失败。他们最初向阿格马特进军，很快击败了当地的穆拉比特军队，随后追击逃兵，一路追到了马拉喀什。他们在马拉喀什周边设立攻城营地，埃米尔阿里征召援军应战。在围攻持续40天后的1130年5月（一说4月），穆拉比特军队决定出击，打响布海拉战役（布海拉，al-Buhayra，是马拉喀什东部的园林名）。伊本·图马特的军队损失惨重，仅伊本·图马特自身所属的哈尔加部落就有12,000人丧生。伊本·图马特在不久后的1130年8月离世（一说1128年）。阿卜杜勒·慕敏自称是马赫迪的继任者，号称哈里发，确切时间点不详。

### 步入繁盛

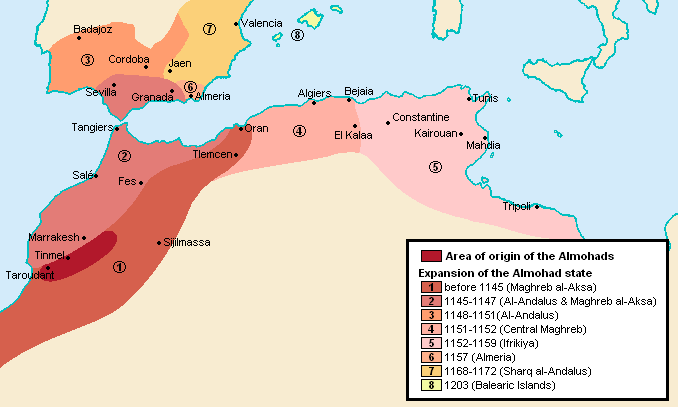
穆瓦希德王朝的扩张

阿卜杜勒·慕敏出生在今属阿尔及利亚的瓦赫兰地区，属于泽纳塔柏柏尔人的库米亚（Kumiya）部落。阿卜杜勒·慕敏先是着手控制整个大阿特拉斯山脉，随后掌控中阿特拉斯山脉，进入里夫山脉地区，最终攻占其在特莱姆森以北的故乡。1145年，阿卜杜勒·慕敏率军击败了穆拉比特军队，得以掌控大西洋沿海平原。1147年，阿卜杜勒·慕敏率军攻陷穆拉比特都城马拉喀什。慕敏在城中追杀穆拉比特人，30,000人因而丧命。尔后他建都马拉喀什，以清除异教为由拆毁了城中的宫殿和所有清真寺。他继续向东进军，在1151年将国境扩张到今阿尔及利亚的君士坦丁。他遇到一支正向西进发的阿拉伯部落民，将之纳入麾下。这批部落随后一批被派往西班牙展开征服，另一批留在北非对抗伊本·图马特家族的叛乱。1158年至1159年，他征服了今突尼斯和的黎波里塔尼亚全境。之后，格拉纳达、科尔多瓦和塞维利亚也被其军队占领。
穆瓦希德王朝自1146年至1173年间逐渐征服穆拉比特王朝名义上控制的安达卢斯全境。穆瓦希德王朝将安达卢斯的行政中心自科尔多瓦迁至塞维利亚，并在此建造了吉拉达塔和塞维利亚王宫等大型工程。1163年，阿布·雅各布·优素福即位，在他和随后的阿布·优素福·雅各布·曼苏尔二人的统治时期内，穆瓦希德王朝在伊比利亚半岛和基督徒的作战中接连取胜。1170年，优素福进军伊比利亚半岛，攻占巴伦西亚和加泰罗尼亚，在当地展开掠夺。翌年，他在塞维利亚宣告成为安达卢斯的统治者。1191年，曼苏尔率军攻占阿尔布费拉地区的帕德内要塞（Castelo de Paderne），进而控制整个阿尔布费拉地区。其在这一阶段的战事以后续多次胜利告终，最终他带着3,000名基督徒战俘返回非洲。然而此后基督徒趁势再度进攻，攻占了锡尔维什、贝拉和貝雅。曼苏尔闻讯率军又返回伊比利亚，再度击败基督徒的军队。1195年7月18日，曼苏尔在阿拉科斯战役击败阿方索八世的30万大军，15万基督徒丧命，斩获战利品不计其数。
在优素福和曼苏尔治下，穆瓦希德王朝贸易繁荣，建筑艺术、哲学和科学研究发展繁盛，许多著名学者都在马拉喀什的皇宫任职，如伊本·图费勒、伊本·马达厄和伊本·鲁世德等。两位君王本身也热衷于宗教神学，延续着伊本·图马特的扎希丽派宗教主张。

### 内乱

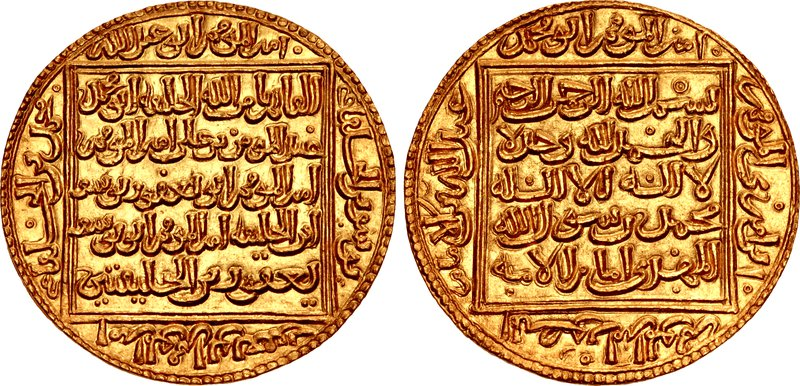
阿卜杜拉·阿迪勒统治时期铸造的第纳尔钱币

1199年，穆罕默德·纳西尔即位时，帝国已经流露不稳定的迹象，例如穆拉比特王朝的余部加尼亚家族就曾在伊夫起亚作乱。1211年，纳西尔率军再度入侵伊比利亚半岛，迫使基督徒组成十字军联盟应战，还获得教宗依诺增爵三世资助。联军最终在1212年和纳西尔的军队展开托洛萨会战，穆斯林军队惨败。穆罕默德·纳西尔也在翌年离世，幼子优素福·穆斯坦西尔即位。
托洛萨会战之后，穆瓦希德王朝大伤元气，帝国由盛转衰。自优素福·穆斯坦西尔统治时期起，穆瓦希德王朝在特莱姆森、伊夫起亚及安达卢斯的领地已由地方王公自治，君主仅在针对基督徒发动圣战时越过海峡出征。优素福·穆斯坦西尔即位时年仅10岁，且未能在成年后展现出较强才能，喜好享乐。1224年初，他在和宠物牛玩耍时意外丧命，年仅21岁，并未留下继承人。获得马斯穆达部落领袖支持的大臣伊本·贾米（Abu Sa'id Uthman ibn Jami'i）迅速推举其伯祖父阿卜杜勒-瓦希德·马赫卢即位。然而，安达卢斯的王公不满于这一草率决定，他们担心作战经验丰富而老成的马赫卢收回其自治特权，而推选安达卢斯总督、穆罕默德·纳西尔的兄弟阿卜杜拉·阿迪勒为哈里发，穆瓦希德王朝就此分裂，陷入内乱。

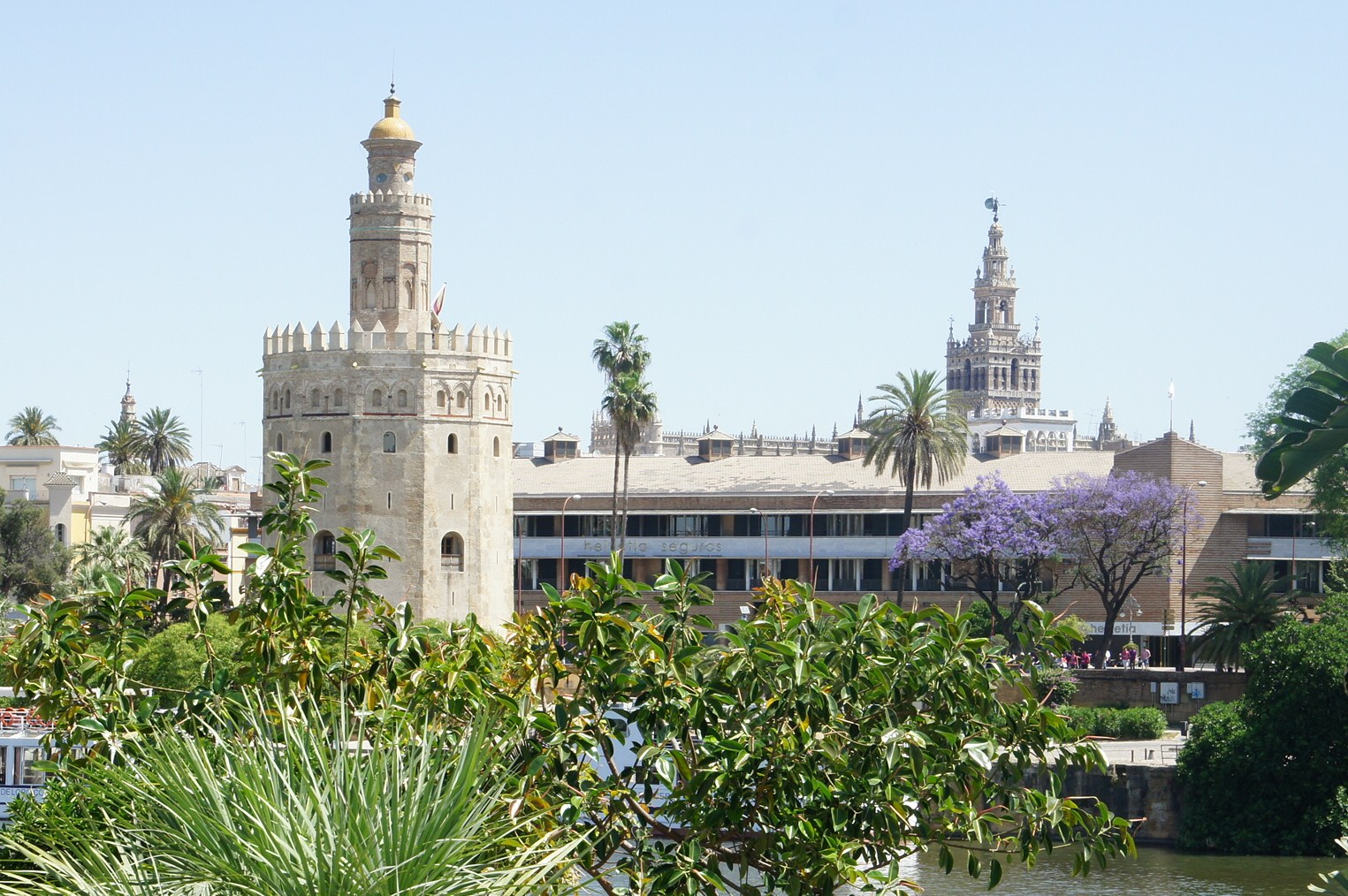
穆瓦希德王朝延续着穆拉比特时期北非王朝在安达卢斯地区的统治历史，塞维利亚在这一时期取代科尔多瓦成为安达卢斯新的行政中心

1224年9月，阿卜杜拉·阿迪勒和叛军将阿卜杜勒-瓦希德·马赫卢推翻，阿卜杜拉·阿迪勒取得权力，但已经难以控制帝国的北非疆土，此前支持阿卜杜勒-瓦希德的马斯穆达部落转而支持穆罕默德·纳西尔的子嗣叶海亚。安达卢斯地区的部分王公还和基督徒合作，意图推翻阿卜杜拉·阿迪勒。哈恩总督阿卜杜拉·拜亚西（Abd Allah al-Bayyasi）率追随者在拜萨山区扎营，号召反对阿卜杜拉·阿迪勒的统治。他和卡斯蒂利亚的費爾南多三世结盟，费尔南多将一支卡斯蒂利亚大军借给他指挥。1225年，阿卜杜拉·拜亚西率大军攻占哈恩、格拉纳达和科尔多瓦。莱昂和葡萄牙军队趁势出击，莱昂军队占领了卡塞雷斯，葡萄牙军队则在1225年末逼近塞维利亚边境。
葡萄牙军队在塞维利亚城外大肆抢掠，而懦弱的阿卜杜拉·阿迪勒的军队已经开往非洲，难以应付。塞维利亚市民自发组成军队和葡萄牙人作战，然而显然难以匹敌，上千名塞维利亚市民丧命，堪称屠杀，甚至有文献声称是20,000人丧命。另一边的阿卜杜拉·拜亚西也遭遇厄运，他因支持卡斯蒂利亚军队而被科尔多瓦的叛军杀死。1227年10月4日，阿卜杜拉·阿迪勒在宫殿浴池中被发现身亡，马斯穆达部推举叶海亚即位。在塞维利亚，另一位王族伊德里斯·马蒙宣布即位，在卡斯蒂利亚人的支持下挑战叶海亚的权威，内战持续。

### 覆灭
1228年，伊德里斯·马蒙召集军队渡过直布罗陀海峡，欲推翻叶海亚。这也标志着穆瓦希德王朝彻底失去伊比利亚半岛的统治权。安达卢斯再度陷入泰法王公自治的局面，基督徒也开启新一轮的收复失地攻势。伊德里斯的宗教立场也背弃伊本·图马特的学说，令伊夫起亚的哈夫斯王朝转而和穆瓦希德王朝相敌对。1236年，特莱姆森的扎扬王朝独立。1242年，马林王朝的军队攻占非斯。马林王朝成为穆瓦希德王朝的终结者，到1248年，穆瓦希德王朝仅能控制马拉喀什周边地区，君主阿布·哈夫斯·奥马尔·穆尔塔达被迫向马林王朝称臣。最终在1269年，马林王朝攻占马拉喀什，末代哈里发伊德里斯·瓦西格被一位奴隶杀死，穆瓦希德王朝成为历史。

## 宗教

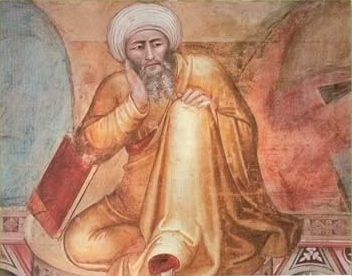
哲学家伊本·鲁世德接受穆瓦希德王朝宫廷的庇护

英国历史学家阿米拉·本尼森（Amira Bennison）将穆瓦希德王朝的宗教主张，亦即伊本·图马特的主张概括为“一种复杂的伊斯兰教融合教派，揉合了圣训学术，扎希丽派和沙斐仪派法学，安萨里学派的社会行为，以及什叶派伊玛目和马赫迪的精神概念”:246。这种教派和当时北非占主导的马立克派法学的逊尼派信仰形成鲜明对比，它否认马立克派遵奉的公议共识，认为其不符合圣训，是后人的自主创造。伊本·图马特教派的核心哲学是极端的认主独一理念，极度强调真主的独一性，这也是“穆瓦希德”（阿拉伯語：المُوَحِّدون）名称的由来，意即“认主独一者”:246。伊本·图马特将其教派视为和早期伊斯兰教类似的革命性宗教运动，因此自称为堪称救世主的“马赫迪”:246。
在法学层面上，穆瓦希德教派认同扎希丽派的主张，亦容许沙斐仪派主张。数代穆瓦希德王朝哈里发本身也熟知扎希丽派信条。所有的穆瓦希德哈里发都对马立克派学术持较大敌意，在优素福统治期间，首席法官伊本·马达厄受命查禁一切非扎希丽派的宗教书籍；其子曼苏尔则直接命令伊本·马达厄将之悉数焚毁。在神学层面上，穆瓦希德教派属于艾什尔里派。其艾什尔里派信仰和扎希丽派教条融合，令穆瓦希德教派呈现为一种文本主义法学和深奥教义学的复杂融合体。亦有学者指出穆瓦希德教派有着穆尔太齐赖派的深刻影响。学者马德琳·弗莱彻（Madeline Fletcher）则认为，后人如此认为，是因为在伊本·图马特弟子整理的其语录中，有一条关于安拉的属性的阐述有一定温和的穆尔太齐赖派特征；但其由非弟子记载的数条语录则更凸显出艾什尔里派的特征。
尽管如此，穆瓦希德王朝依然逐渐抛弃神秘主义，而转向以更加侧重逻辑和理智的学术研究方法来阐述其认主学立场，在曼苏尔之后的时代尤甚。这也为当时的哲学研究和理性主义学术提供了宗教依据。曼苏尔的父亲优素福就曾留用哲学家伊本·图费勒在宫中任职、视他为知己，显露出其对哲学的偏好。伊本·图费勒又举荐伊本·鲁世德进入宫廷，由曼苏尔庇护之。伊本·鲁世德强调理性和哲学，和马立克派有一定分歧，这一点和穆瓦希德教派的立场相似。穆瓦希德王朝陷落后，马立克派重新成为当地的主流，伊本·鲁世德等哲学家的影响力则在犹太人和欧洲人中留存，影响着当时的犹太学者和拉丁学者，如迈蒙尼德和托马斯·阿奎那:261。

### 非穆斯林的地位
至1147年，穆瓦希德王朝得以统领马格里布地区大部和安达卢斯地区。安达卢斯犹太人的地位在穆瓦希德王朝时期发生剧变。在此之前的后伍麦叶王朝，犹太文化在西班牙步入黄金时代。耶鲁大学的伊比利亚文学专家马里亚·罗萨·梅诺卡尔（María Rosa Menocal）称“宽容是安达卢西亚社会的固有特征”，犹太人齐米长期居住在哈里发统治下，尽管较穆斯林享受较少权利，但却远比在基督教世界的境遇要好。许多其他地区的犹太人都因此移居至安达卢斯。
然而，穆瓦希德王朝并未循例在异教徒社群当中建立“齐米”阶层（允许其保留原本信仰、并收取吉茲亞人头税）:171。阿卜杜勒·慕敏宣布给予非穆斯林7个月的宽限期，迫使今摩洛哥地区的犹太教和基督教徒皈依。皈依者要穿着特殊服装，表明他们并不被视为虔诚的穆斯林；当时便有犹太人拒绝皈依而殉教的记载。基督徒的命运基本是被迫逃离、皈依或是丧命。一些基督徒逃往基督教王国，参与收复失地运动和穆瓦希德王朝相敌对。许多皈依行为仅仅停留在表面，迈蒙尼德曾呼吁犹太人表面皈依，不要殉教，称：“穆斯林非常清楚，我们的本意和言辞相违，仅是为了逃避统治者的惩罚，通过这种简单的认罪来令他满意。”阿伯拉罕·伊本·埃茲拉本人逃离了穆瓦希德王朝的领地，创作了一首关于穆瓦希德王朝摧毁犹太社群的悲歌。许多犹太人逃向基督教欧洲，亦有人逃向更为宽容的穆斯林地区，如迈蒙尼德家族。不过根据当时的记载，在北非仍有不少活跃的犹太商人。
1229年至1232年在位的伊德里斯·马蒙放弃了许多穆瓦希德教派的信条，例如重申伊本·图马特的马赫迪地位，否认齐米阶层等。他容许犹太教信仰，还因和卡斯蒂利亚人的盟约而允许在马拉喀什建造基督教堂。在伊比利亚半岛，穆瓦希德王朝的统治于13世纪初崩塌，独立的泰法王公重新解放了犹太人的信仰。

## 文化

### 文学
穆瓦希德王朝试图压制穆拉比特时期占主流的马立克派学术，曾公开焚烧马立克派法学典籍《伊瑪目馬立克聖訓集》等名作。官方努力倡导传播宗教领袖伊本·图马特的著作，如《崇高召唤》（أعز ما يُطلب）、《驳穆宛塔圣训集》（محاذي الموطأ）、《穆斯林圣训实录概略》（تلخيص صحيح مسلم）等。
文学创作的风气并未因宗教局势的转变而停歇，安达卢斯地区的学术风气延续着，古典希腊-罗马的著作和学术研究也有所发展。穆瓦希德时期的著名作家包括伊本·鲁世德、哈夫萨·宾特·哈吉·鲁库尼亚、伊本·图费勒、伊本·蘇爾、伊本·阿巴尔、伊本·阿米拉等。然而，由于当局废止了犹太人的齐米地位，大量犹太学者逃向基督徒领地，包括著名的迈蒙尼德。摩洛哥历史学家穆罕默德·马努尼（Muhammad al-Manuni）指出，在12世纪阿布·优素福·雅各布·曼苏尔统治时期，非斯共有400家造纸厂。

### 艺术
美国学者乔纳森·布卢姆（Jonathan Bloom）指出，马拉喀什库图比亚清真寺宣礼塔的绿白瓷砖是已知摩洛哥泽利吉彩砖艺术最早的例子，年代在12世纪中期:26。今日库图比亚清真寺宣礼塔上的装饰砖是现代重制品，巴迪宫遗址存放着一些原本的彩砖:329。巴迪宫内还收藏有一些卡斯巴清真寺宣礼塔上的彩砖碎片，以及如今塔上已不存在的库法体文书的装饰砖碎片。这些彩砖使用了一种源于安达卢斯的称为干绳法的彩釉上釉技法，也是最早的在建筑砖块上应用干绳法的例子:332。
穆瓦希德王朝的官方使用的阿拉伯文书法称为马格里布三一体，用于文书、铸币等。抄写员和书法家也开始使用金箔和青金岩粉描边的技法，用于强调。
法国史学家亨利·泰拉斯（Henri Terrasse）曾记载过卡鲁因清真寺的铜制大吊燈，由穆罕默德·纳西尔下令制作，泰拉斯称赞它是“伊斯兰世界最大最美丽的吊灯”。
2020年，在塞维利亚的一家酒吧中出土了一件穆瓦希德时代的浴室装饰品，为绘有凹面六边形和八重玫瑰花图案的白色石板，和浴室顶端天花板孔的形状吻合。

### 建筑

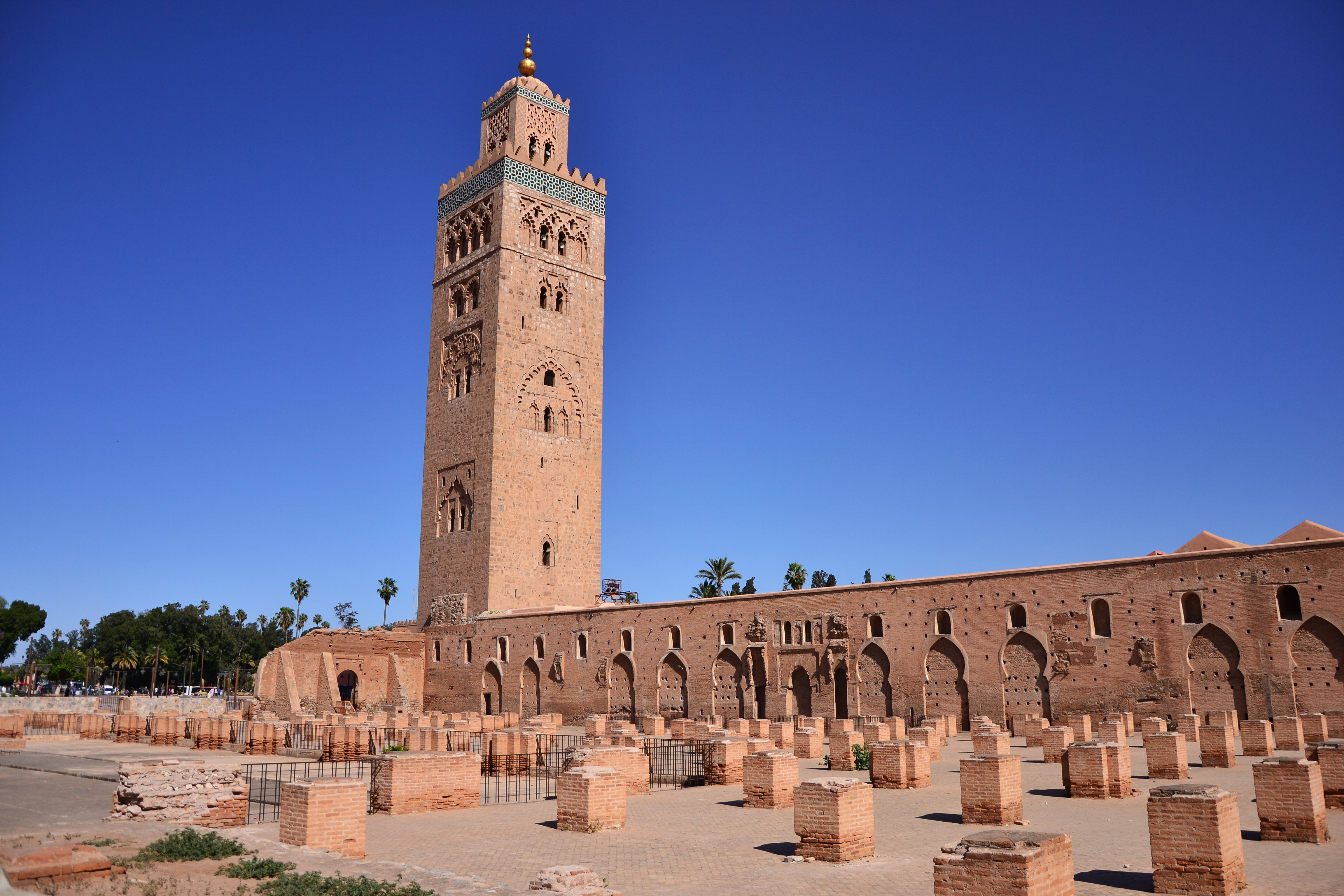
马拉喀什库图比亚清真寺，建于1147年（阿卜杜勒·慕敏时期）

穆瓦希德王朝和此前的穆拉比特王朝一并被视为摩洛哥建筑和摩尔式建筑风格的形成时期，开创了许多后世仿效的风格和模式。如今的穆瓦希德建筑主要集中在非斯、马拉喀什、拉巴特和塞维利亚几座城市。和此前的时期相比，穆瓦希德王朝早期的建筑少有华丽的表面装饰，而更关注建筑的整体形式:228–231。除了继续融合摩洛哥和安达卢斯两种艺术传统外，穆瓦希德建筑上出现的不少细节可能也反映了阿尔及利亚和伊夫起亚地区的影响。一些穆瓦希德特色的元素，如多瓣拱，就是受到了法蒂玛王朝建筑风格的影响，在阿爾哈費里亞宮有所应用。在穆瓦希德时代，这种形式华丽的拱门更多是出于装饰目的，与之对比的蹄形拱则是一种标准的形式:232–234。米哈拉布位置的拱形装饰在穆瓦希德时代也发展出更为复杂华丽的形式，来自当时大型的石门建筑，如马拉喀什的阿格瑙门，拉巴特乌达亚斯城堡大门、鲁瓦门，这些建筑的门拱以连续的半圆形图案作为装饰，向外围有另外一圈其他图案的装饰:243–244。这种风格也在后世延续。
穆瓦希德时代的库图比亚清真寺和丁梅尔清真寺被视为后来安达卢斯和摩洛哥风格清真寺的雏形和起源，不过现存年代最老的穆瓦希德时代清真寺是1142年的塔扎大清真寺，后在马林王朝时期曾有改建:121。穆瓦希德清真寺的内部是大型的柱式大厅，这也延续了此前时期的风格，不过通往米哈拉布和朝拜墙的过道一般更宽，有着独特的拱形结构和大规模的装饰。这种结构继承自穆拉比特时期，艺术史学家按照过道走向称为“T形规划”。“T形规划”也是后续数百年当地清真寺内部的设计范式。穆瓦希德清真寺的宣礼塔也开创了后世的风格典型，通常是方形地基，两层杆形建筑，上有多瓣拱和网状装饰。马拉喀什的卡斯巴清真寺是这种风格的开创式杰作，影响深远，在后续的马林王朝时代有改建。不过，这一时代最为著名的宣礼塔却是库图比亚清真寺宣礼塔、塞维利亚吉拉达塔，以及拉巴特的哈桑塔。后两者都是仅有宣礼塔而没有清真寺，吉拉达是优素福时期塞维利亚大清真寺的一部分，哈桑塔则是曼苏尔时期未建成的巨型清真寺的一部分，建造年代分别在1147年、1171年和1191年，其中库图比亚宣礼塔在1195年前后重建。
穆瓦希德时代亦建有大量边境防御工事和堡垒，在科尔多瓦、塞维利亚、非斯和塔扎都建造了城墙。拉巴特的乌达亚斯城堡是大规模的城堡建筑群，历经多代君主扩建，但最终并未完成。曼苏尔还在马拉喀什建造了马拉喀什城堡，是为大规模的王家要塞和宫殿建筑群，作为王室居所，入口大门称为阿格瑙门。1220年至1221年，穆瓦希德王朝在塞维利亚建起著名的黄金塔，坐落于瓜达尔基维尔河，最初用于防御，如今是塞维利亚的地标之一。一般也认为科尔多瓦的卡拉奥拉塔同样是穆瓦希德时代建造的防御工事:326。

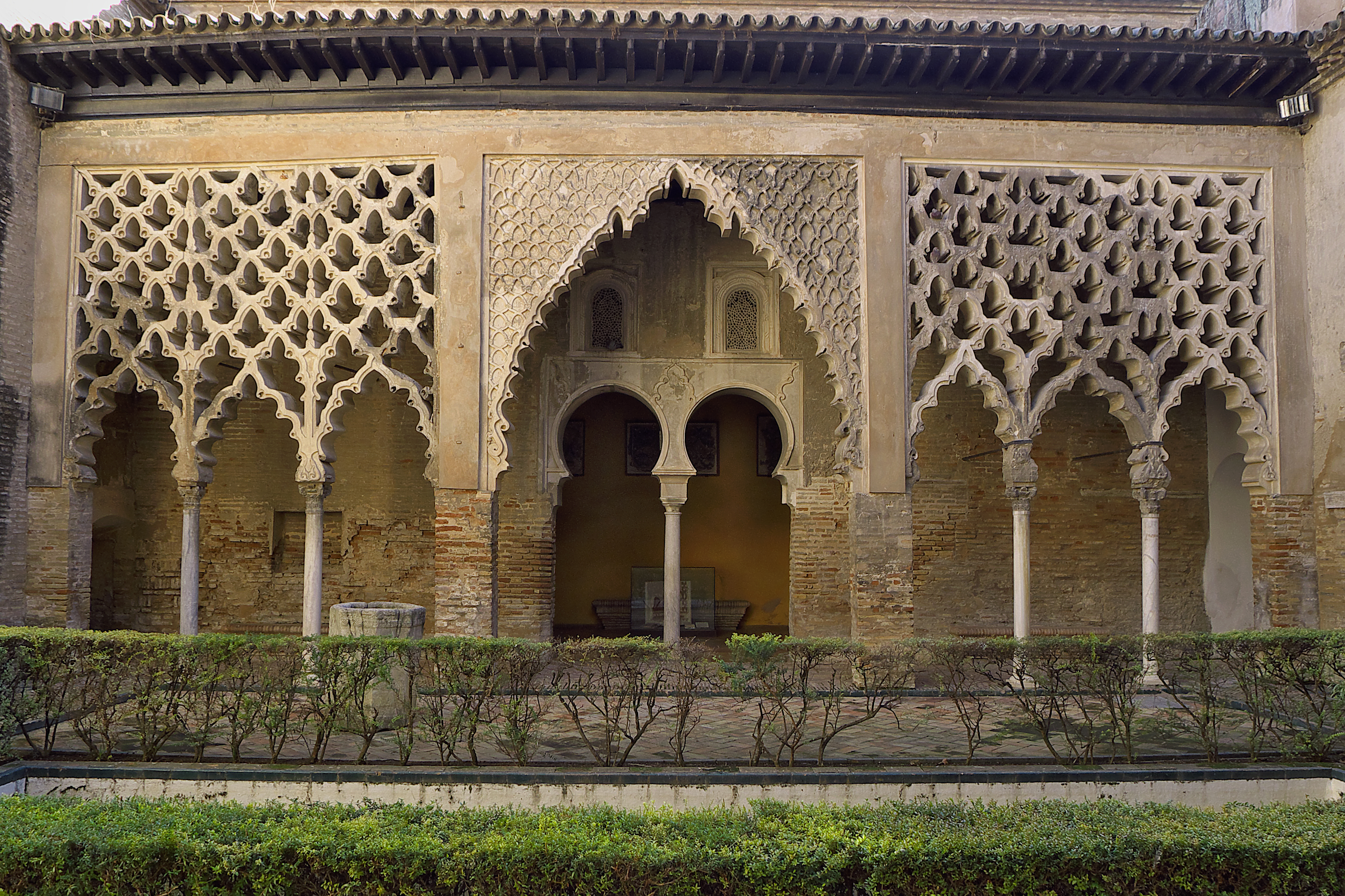
塞维利亚王宫南部门廊
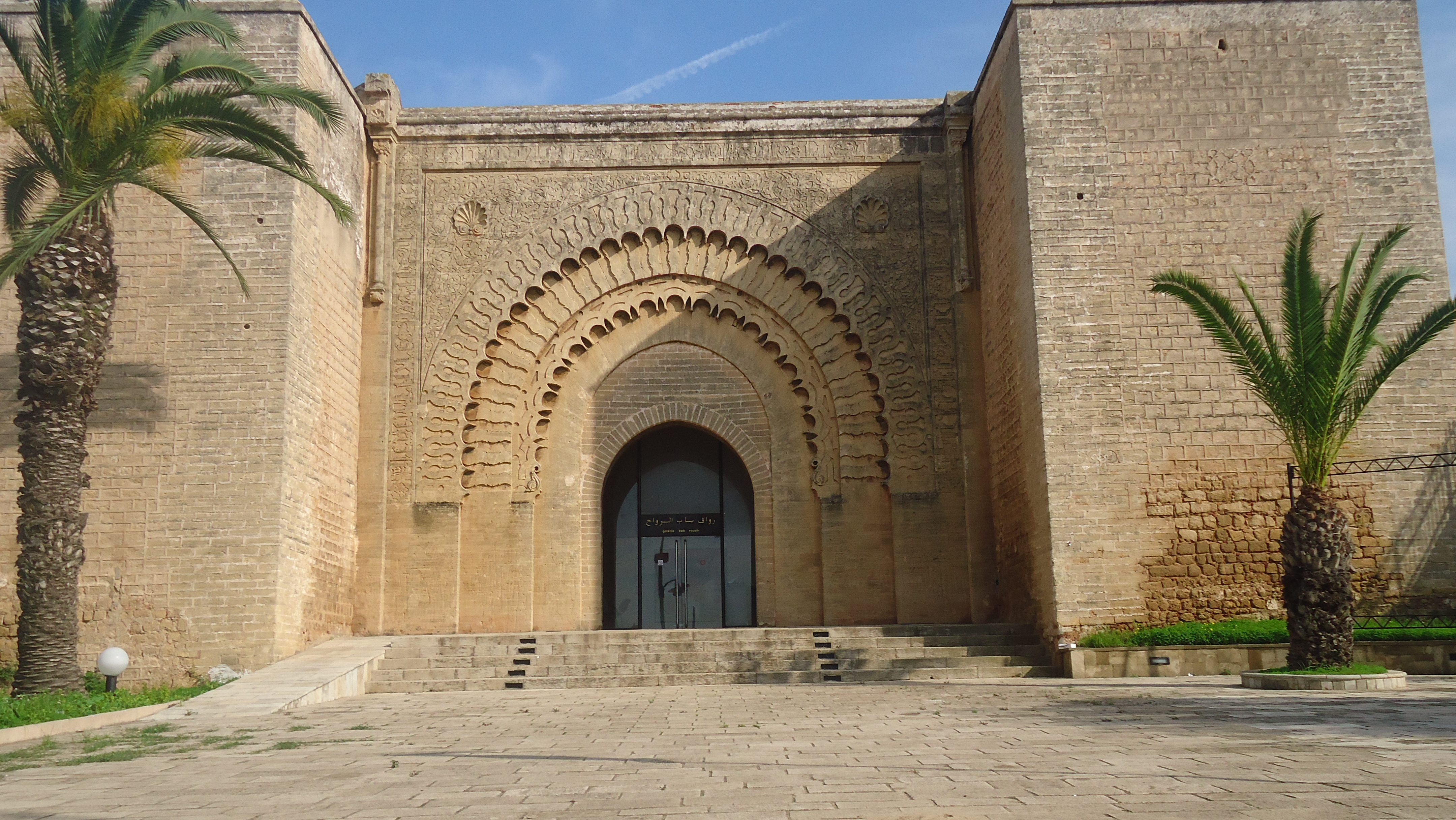
拉巴特鲁瓦门（英语：Bab er-Rouah）
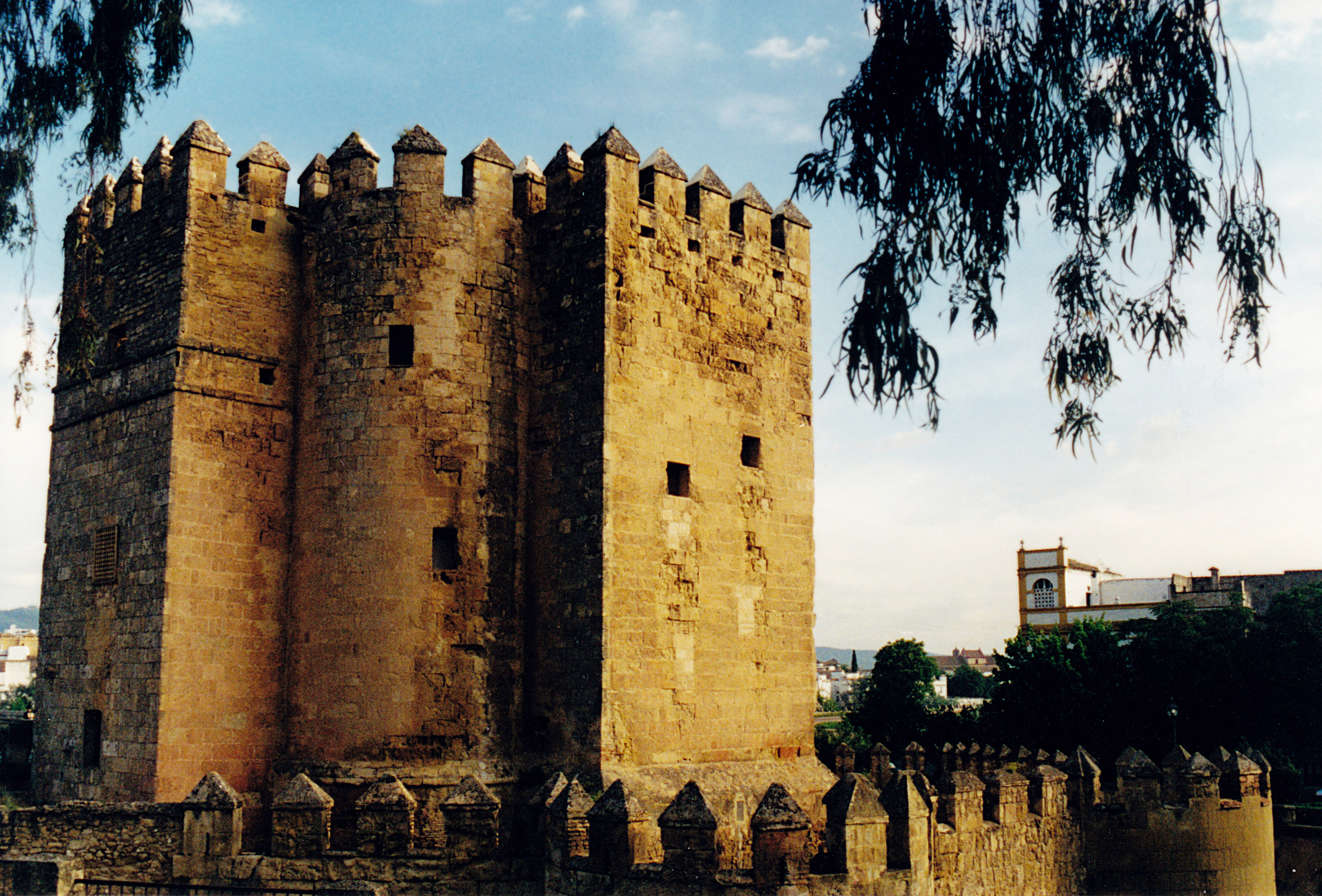
科尔多瓦卡拉奥拉塔
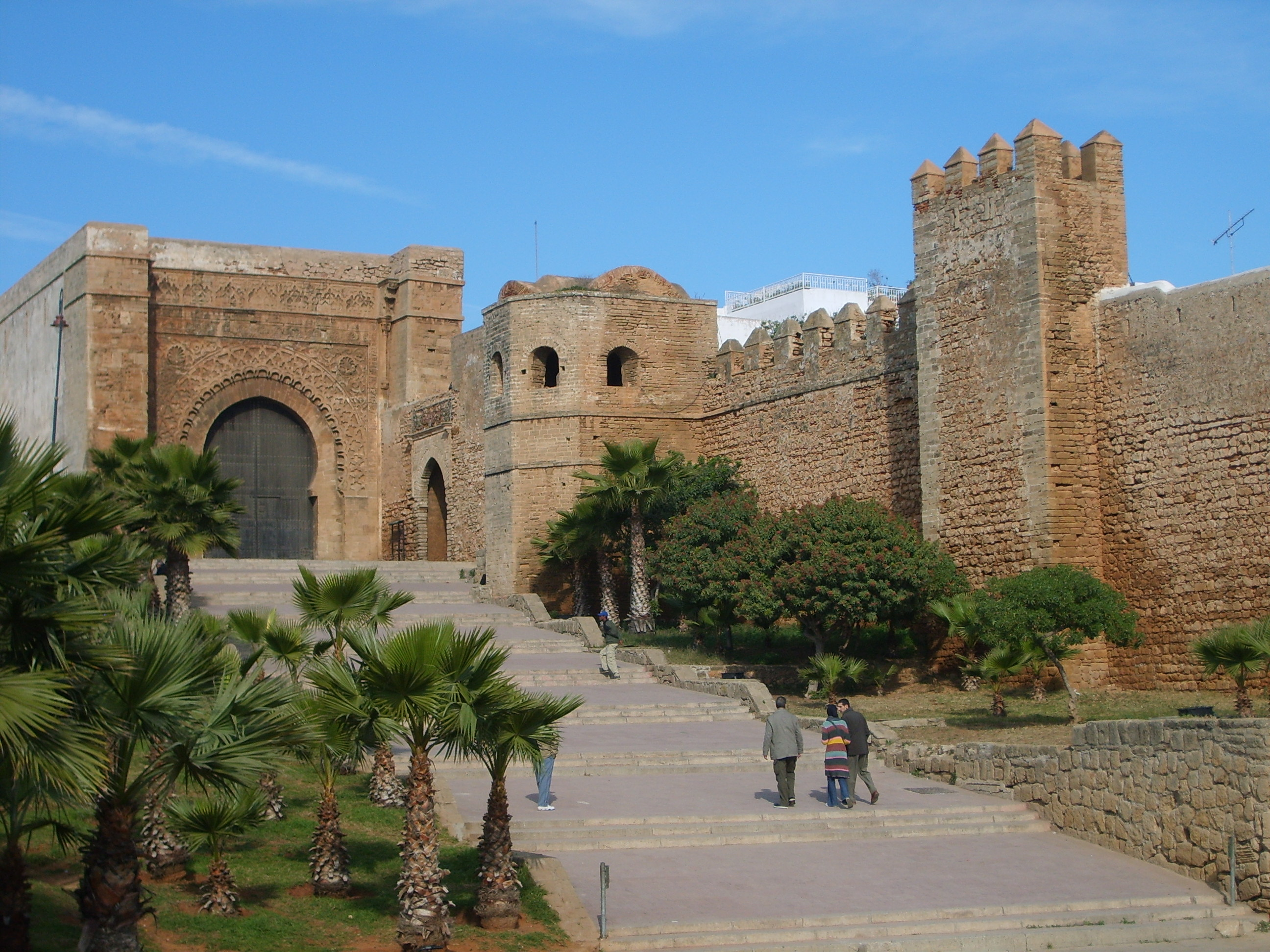
拉巴特乌达亚斯城堡

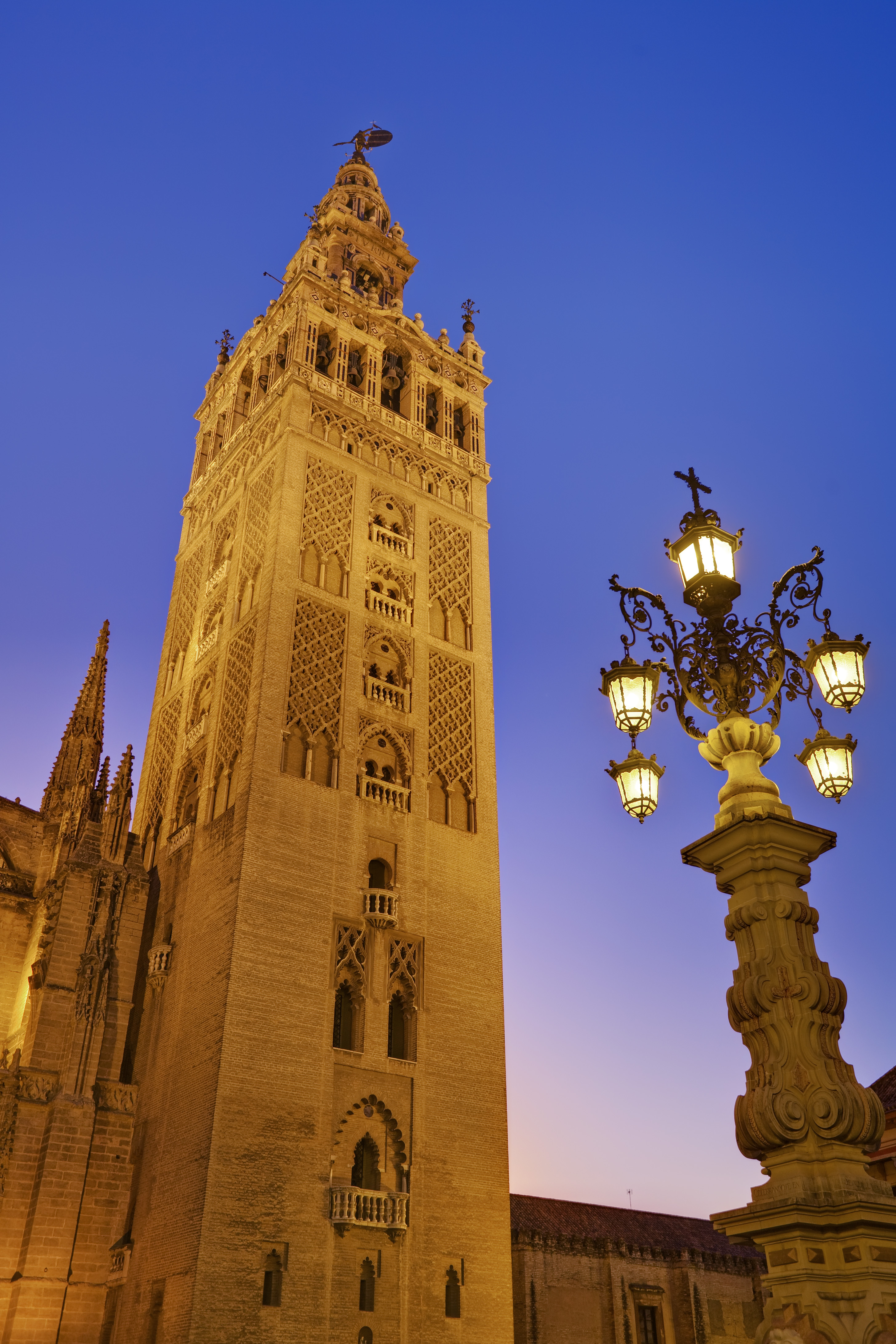
塞维利亚吉拉達塔，原本是当地大清真寺的宣礼塔
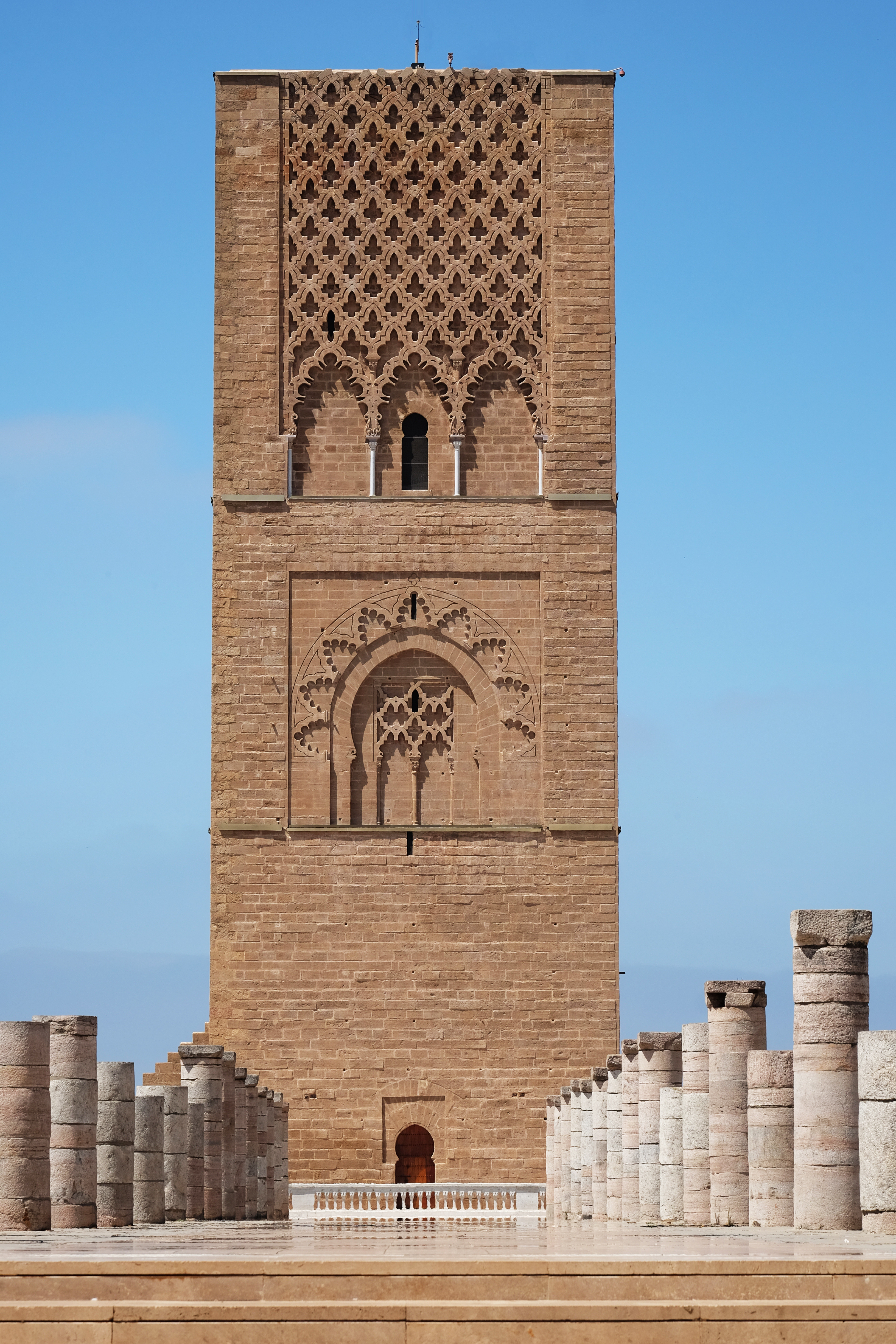
拉巴特哈桑塔，原本是当地一座未完成的巨型清真寺的宣礼塔
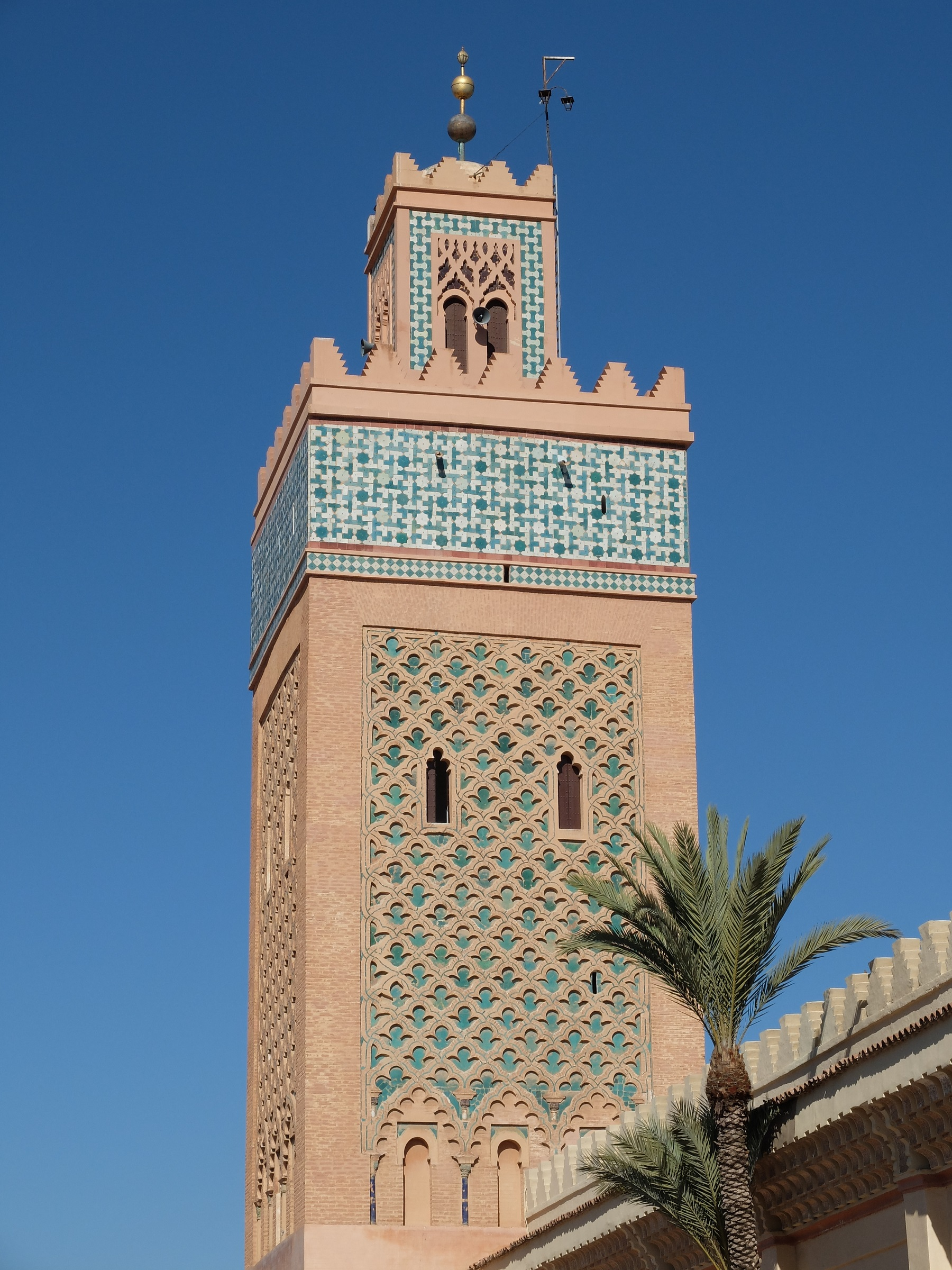
卡斯巴清真寺（英语：Kasbah Mosque (Marrakech)）的宣礼塔
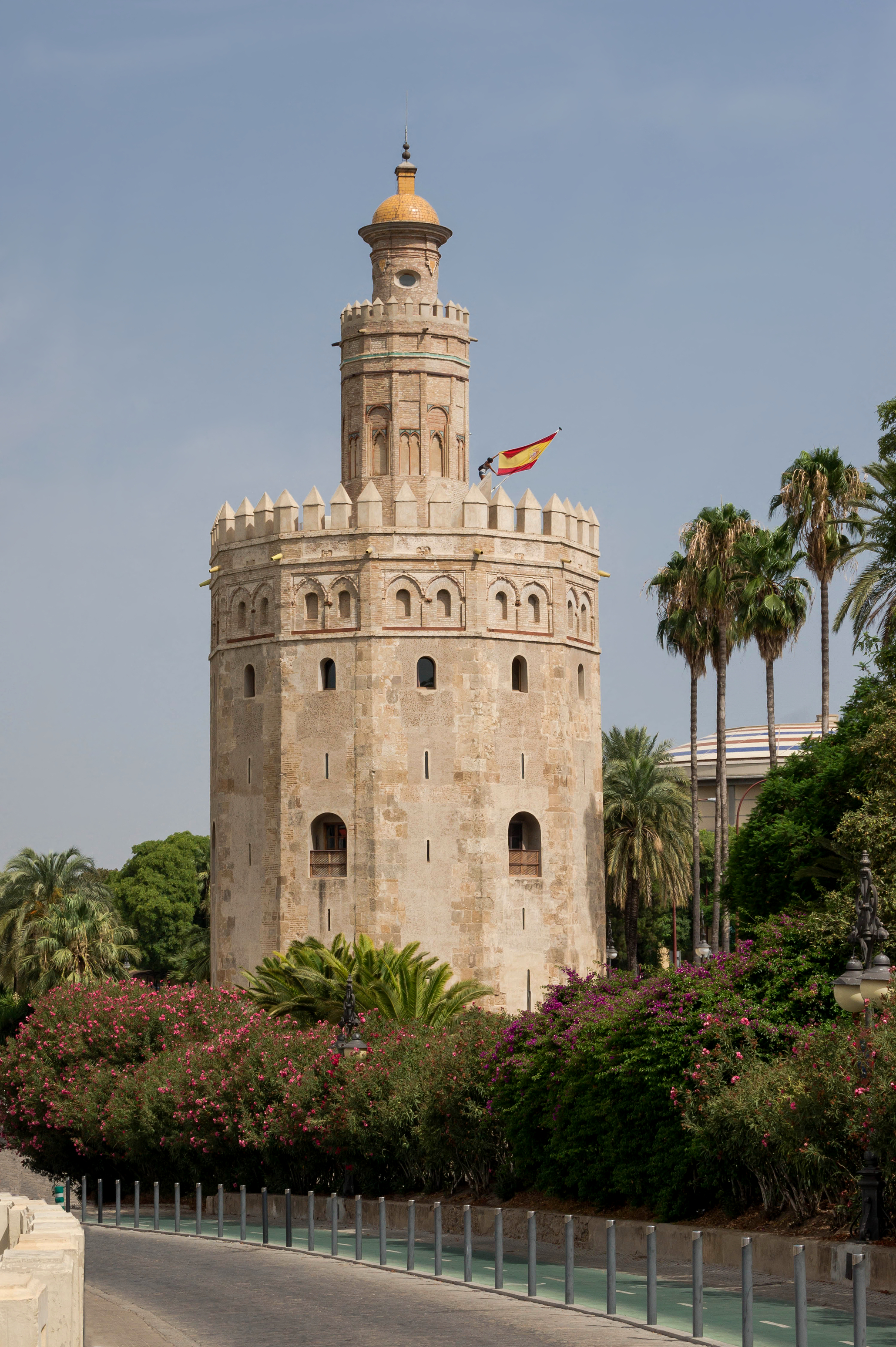
塞维利亚黄金塔

## 君主列表
- 伊本·图马特（1121–1130）
- 阿卜杜勒·慕敏（1130–1163）
- 阿布·雅各布·优素福（1163–1184）
- 阿布·优素福·雅各布·曼苏尔（1184–1199）
- 穆罕默德·纳西尔（1199–1213）
- 优素福·穆斯坦西尔（1213–1224）
- 阿卜杜勒-瓦希德·马赫卢（1224）
- 阿卜杜拉·阿迪勒（1224–1227）
- 叶海亚·穆塔西姆（1227–1229）
- 伊德里斯·马蒙（1229–1232）
- 阿卜杜勒-瓦希德·拉希德（1232–1242）
- 阿布·哈桑·赛义德·穆塔迪德（1242–1248）
- 阿布·哈夫斯·奥马尔·穆尔塔达（1248–1266）
- 伊德里斯·瓦西格（1266–1269）

### 书目
- Bel, Alfred. . Paris: E. Leroux. 1903.
- Coppée, Henry. . Boston: Little, Brown. 1881. OCLC 13304630.
- Dozy, Reinhart.  Second. Leiden: E. J. Brill. 1881. OCLC 13648381.
- Goldziher, Ignác.  (PDF). Alger: P. Fontana. 1903  [2021-02-21]. （原始内容存档 (PDF)于2007-09-28）.
- Kennedy, Hugh N. . New York: Longman. 1996: 196–266. ISBN 978-0-582-49515-9.
- Popa, Marcel D.; Matei, Horia C. . Bucharest: Editura Politica. 1988. OCLC 895214574.